# بخش بنو

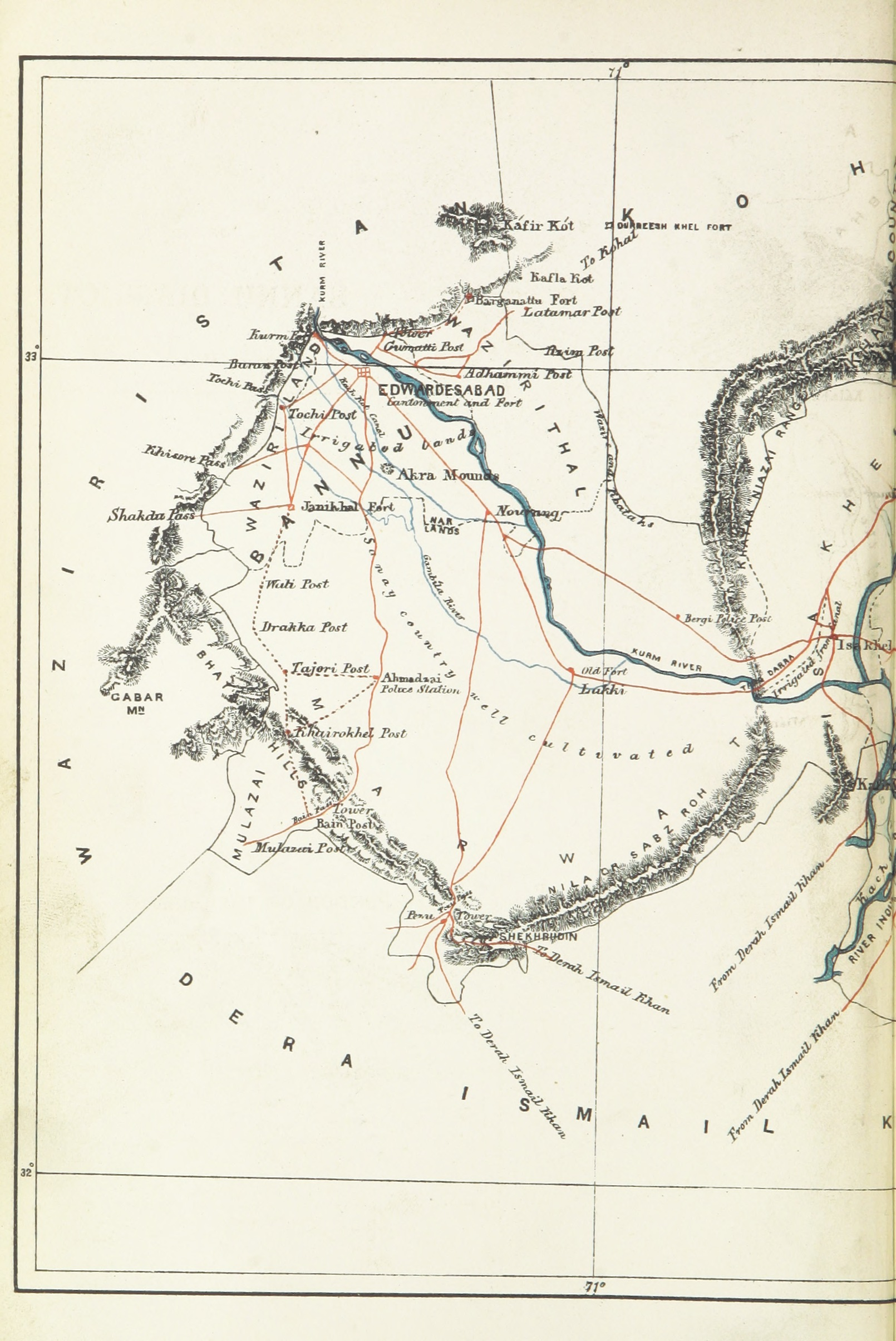
نمایی از نقشهٔ بخش بنو در ایالت خیبر پختونخوا، پاکستان

بخش بنو (انگلیسی: Bannu Division) یکی از بخش‌های پاکستان در ایالت خیبر پختونخوا بود که در اصلاحات انجام‌گرفته در سال ۲۰۰۰، ساختار بخش در پاکستان حذف گردید. اما در سال ۲۰۰۸ مجدداً بازگردانده شد. ناحیه‌های آن عبارت بودند از:
- ناحیه بنو
- ناحیه لکی